# Domenico De Gubernatis
Domenico De Gubernatis (Sospitello, ... – 1690) è stato un religioso e storico italiano.
Letterato ed erudito frate francescano, scrisse una storia del suo Ordine che avrebbe dovuto constare di 35 volumi.
In realtà De Gubernatis riuscì a pubblicarne soltanto cinque (un sesto fu pubblicato anni dopo la sua morte).

## Opere
- Idea Orbis Seraphici (1682-1689)